# ImageMagick
ImageMagick és una suite de programari lliure i de codi obert per mostrar, crear, convertir, modificar i editar imatges de mapes de bits. És una eina CLI (interfície de línia d'ordres) que pot gestionar més de 100 formats d'arxiu d'imatge. ImageMagick i els seus components s'utilitzen a bastament en aplicacions de codi obert. Creat el 1987 per John Cristy, està publicat sota la llicència ImageMagick gairebé idèntica a l'Apache i compatible amb GPL V3.
ImageMagick pot ser emprat des de la terminal de Linux, el que pot facilitar tasques repetitives de manera senzilla com afegir una marca d'aigua o redimensionar imatges. També destaquen les biblioteques per a diversos llenguatges de programació. Això permet als programadors integrar la funcionalitat d'ImageMagick en nous programes. Finalment, ImageMagick es pot emprar en aplicacions basades en PHP, l'usuari ha d'instal·lar l'extensió Imagick PHP. Proporcionant una interfície d'usuari per a les funcions bàsiques més importants. Les característiques especials d'edició només estan disponibles com a eines de línia d'ordres, essent més complicades d'utilitzar.